# Elena Conti (Biochemikerin)
Elena Conti (* 14. Februar 1967 in Varese) ist eine italienische Biochemikerin mit bedeutenden Arbeiten zur Molekularbiologie.

## Werdegang
Conti studierte von 1986 bis 1991 Chemie an der Universität Pavia und setzte das Studium ab 1992 mit dem Schwerpunkt Biochemie am Imperial College London fort, wo sie im Jahr 1996 mit einer Arbeit zur Proteinkristallographie promoviert wurde. Von 1997 bis 1999 war sie Postdoktorandin an der Rockefeller University in New York City.
Von 1999 bis 2005 war sie Gruppenleiterin am European Molecular Biology Laboratory (EMBL) in Heidelberg; ihre Gruppe war dort sowohl dem Structural and Computational Biology Unit als auch dem Gene Expression Unit zugeordnet.
Seit Januar 2006 ist Elena Conti Direktorin am Max-Planck-Institut für Biochemie in Martinsried, wo sie das Arbeitsgebiet „Zelluläre Strukturbiologie“ leitet. An der Ludwig-Maximilians-Universität München hat sie seit 2007 eine Honorarprofessur inne.

## Wirken
Elena Contis Forschungsarbeit betrifft die molekularen Mechanismen des Transports und Abbaus von RNA. Einen Schwerpunkt bilden Mechanismen des Exports von Messenger-RNA (mRNA) in das Zytoplasma sowie Prozesse, mit denen defekte mRNA erkannt und abgebaut wird.

## Ehrungen und Auszeichnungen
Elena Conti wurde 2005 mit einem ELSO Early Career Award und 2007 mit dem FEBS Anniversary Award der Gesellschaft für Biochemie und Molekularbiologie geehrt.
Die Deutsche Forschungsgemeinschaft verlieh Elena Conti und ihrer Fach- und ehemaligen Arbeitskollegin Elisa Izaurralde im Jahr 2008 den Gottfried-Wilhelm-Leibniz-Preis. Im Jahr 2009 wurde Conti zum Mitglied (Matrikel-Nr. 7258) der Leopoldina gewählt. Im Dezember 2010 wurde sie zum Ritter des Verdienstordens der Italienischen Republik ernannt.
Im Jahr 2014 wurde Conti mit dem Louis-Jeantet-Preis ausgezeichnet. Im selben Jahr wurde sie zum ordentlichen Mitglied der Academia Europaea gewählt, 2021 zum auswärtigen Mitglied der Royal Society. Für 2019 wurden ihr die Schleiden-Medaille der Leopoldina und ein Antonio-Feltrinelli-Preis zugesprochen, für 2021 der Gregori-Aminoff-Preis. 2023 erhielt Conti den Hans Neurath Award der Protein Society, 2025 wurde sie zum Mitglied der National Academy of Sciences gewählt. 2025 wurde sie mit dem Ernst-Jung-Preis ausgezeichnet.

## Publikationen (Auswahl)
- Elena Conti, Marc Uy, Lore Leighton, Günter Blobel, John Kuriyan: Crystallographic Analysis of the Recognition of a Nuclear Localization Signal by the Nuclear Import Factor Karyopherin α. In: Cell. Band 94, Nr. 2, Juli 1998, ISSN 0092-8674, S. 193–204, doi:10.1016/S0092-8674(00)81419-1 (englisch).
- Elena Conti, Elisa Izaurralde: Nucleocytoplasmic transport enters the atomic age. In: Current Opinion in Cell Biology. Band 13, Nr. 3, Juni 2001, ISSN 0955-0674, S. 310–319, doi:10.1016/S0955-0674(00)00213-1 (englisch).
- Elena Conti, Elisa Izaurralde: Nonsense-mediated mRNA decay: molecular insights and mechanistic variations across species. In: Current Opinion in Cell Biology. Band 17, Nr. 3, Juni 2005, ISSN 0955-0674, S. 316–325, doi:10.1016/j.ceb.2005.04.005 (englisch).
- Atlanta Cook, Fulvia Bono, Martin Jinek, Elena Conti: Structural Biology of Nucleocytoplasmic Transport. In: Annual Review of Biochemistry. Band 76, Nr. 1, 7. Juni 2007, ISSN 0066-4154, S. 647–671, doi:10.1146/annurev.biochem.76.052705.161529 (englisch).